# 돌나라한농복구회
돌나라한농복구회는 2002년 1월 15일에 설립되었다. 국내 유기농 단지 10개를 운영하고 있으며, 해외 9개 나라에서 친환경 해외농업을 진행하고 있다. 또한 종교단체로서의 명칭은 십계석국총회으로서 신흥 종교 단체이다. 십계석국총회의 많은 교인들은 농촌에서 종교공동체를 이루어 생활하고 있다. 대한민국의 개신교계에서는 돌나라를 이단으로 보고 있다.

## 역사

### 종교 단체
종교단체로서는 처음에 1984년 제7일 안식일 예수 재림교회에서 나온 교주 박명호(본명:박광규)가 엘리야복음선교회라는 이름으로 시작했다. 1994년 북한에서 남침할 것이라는 설을 앞세워 모든 신도들이 피난처(시골 벽촌)으로 이주시켰고 종교공동체화를 선언하면서 은둔형 종교공동체로 전환되었다. 이때 종교단체 이름도 '돌나라 한농복구회'로 개칭되었다. 이후 2000년 7월 2일 '성령이 내게 임하시면'이라는 설교를 통해 자신과 합하여 새로운 예수 그리스도를 낳는다는 '창기 십자가'라는 새로운 사상을 발표하였다.
2012년 12월 8일, SBS의 그것이 알고 싶다는 이 단체에 대한 고발 방송을 진행하였다.
2017년 이 단체에 속해 있는 회원들이 브라질 바히아주에 있는 농장으로 이주하고 있는 것으로 알려졌다. 또한 JTBC에서 이주 과정에 인권침해가 있었다고 보도했다. 1심 판결에서 돌나라 측의 정정보도청구에 대해 돌나라가 일부승소하였으나 2심에서 JTBC의 보도는 모두 옳다며 돌나라측의 승소 부분이 모두 파기되어 JTBC의 승소로 결정되었고, 2021년 4월 1일 대법원에 의해 확정되었다.
2022년 4월 브라질 돌나라 오아시스 농장(Fazenda Doalnara Oasis)에서 정화조 공사 중 흙더미가 무너지면서 한국 어린이 5명이 매몰되어 숨지는 사고가 있었다.
2022년 9월 PD수첩에서 재구성한 보도하였다.

### 교리와 주장
한농복구회의 교리는 교주 박명호의 저서 4권을 합한 천국사람들이라는 책이며, 기본신조는 마지막 남은 자손들의 신조가 있다.

## 주요 사업
- 친환경농업교육, 홍보, 출판사업
- 친환경농업국제교류지원사업
- 해외연수 파견 지원사업
- 유기농체험 및 도농교류사업
- 환경회복 프로그램(금똥만들기 등)

## 같이 보기
- 신흥종교
- 한국의 신흥종교